# Georginio Rutter
Georginio Rutter (Plescop, 2002. április 20. –) francia korosztályos válogatott labdarúgó, az angol Brighton & Hove Albion csatára.

## Pályafutása

### Klubcsapatokban
Rutter a franciaországi Plescop községben született. Az ifjúsági pályafutását a Ménimur és Vannes csapatában kezdte, majd a Rennes akadémiájánál folytatta.
2020-ban mutatkozott be a Rennes felnőtt keretében. 2021-ben a német első osztályban szereplő Hoffenheimhez igazolt. 2021. február 21-én, a Werder Bremen ellen hazai pályán 4–0-ás győzelemmel zárult bajnokin debütált és egyben meg is szerezte első gólját a klub színeiben. 2023. január 14-én 5½ éves szerződést kötött az angol első osztályban érdekelt Leeds United együttesével.
2024. augusztus 19-én a Brighton & Hove Albion szerződtette.

### A válogatottban
Rutter az U15-östől az U21-esig több korosztályos válogatottban is képviselte Franciaországot.
2022-ben debütált a francia U21-es válogatottban. Először a 2022. március 24-ei, Feröer ellen 2–0-ra megnyert mérkőzés 76. percében, Arnaud Kalimuendo cseréjeként lépett pályára.

## Statisztikák
2024. augusztus 14. szerint
| Klub                   | Szezon   | Osztály        | Bajnokság | Bajnokság | Kupa  | Kupa | Nemzetközi | Nemzetközi | Összesen | Összesen |
| Klub                   | Szezon   | Osztály        | Meccs     | Gól       | Meccs | Gól  | Meccs      | Gól        | Meccs    | Gól      |
| ---------------------- | -------- | -------------- | --------- | --------- | ----- | ---- | ---------- | ---------- | -------- | -------- |
| Rennes                 | 2020–21  | Ligue 1        | 4         | 0         | 0     | 0    | 1          | 1          | 5        | 1        |
| Hoffenheim             | 2020–21  | Bundesliga     | 9         | 1         | 0     | 0    | 2          | 0          | 11       | 1        |
| Hoffenheim             | 2021–22  | Bundesliga     | 33        | 8         | 3     | 0    | —          | —          | 36       | 8        |
| Hoffenheim             | 2022–23  | Bundesliga     | 15        | 2         | 2     | 0    | —          | —          | 17       | 2        |
| Leeds United           | 2022–23  | Premier League | 11        | 0         | 2     | 0    | —          | —          | 13       | 0        |
| Leeds United           | 2023–24  | Championship   | 48        | 7         | 3     | 1    | —          | —          | 51       | 8        |
| Leeds United           | 2024–25  | Championship   | 1         | 0         | 1     | 0    | —          | —          | 2        | 0        |
| Brighton & Hove Albion | 2024–25  | Premier League | 0         | 0         | 0     | 0    | —          | —          | 0        | 0        |
| Összesen               | Összesen | Összesen       | 121       | 18        | 11    | 1    | 3          | 1          | 135      | 20       |